# Vârful Pietrosul Rodnei, Munții Rodnei
Vârful Pietrosu este cel mai înalt pisc muntos din Munții Rodnei cu 2.303 metri. De asemenea, este cel mai înalt vârf din întregul lanț al Carpaților Orientali, fiind împărțit între județele Maramureș și Bistrița Năsăud.

## Accesibilitate si alte locuri de vizitat
Traseu marcat cu dunga albastra pe fond alb, care porneste din Borsa, de pe strada Avram Iancu, pana sus la statia meteo, aproximativ 4 ore. De la statia meteo, pana in vârful Pietrosul, traseul continua cu acelasi marcaj, timp de incă 1 oră si 30 minute. 
Traseul nu prezinta dificultati deosebite.A
- Munții Carpați
- Lista munților din România
- Carpații Orientali
- Lista grupelor muntoase din Carpații Orientali
- Carpații Maramureșului și Bucovinei
- Listă a vârfurilor muntoase din România după înălțimea lor
- Munții Rodnei

## Galerie foto

Vârful Pietrosul Rodnei (dreapta)
Vârful Pietrosul Rodnei (dreapta)
Vârful Pietrosul Rodnei
Coborârea de pe vârful Pietrosul Rodnei
Vârful Pietrosul Rodnei (detaliu)
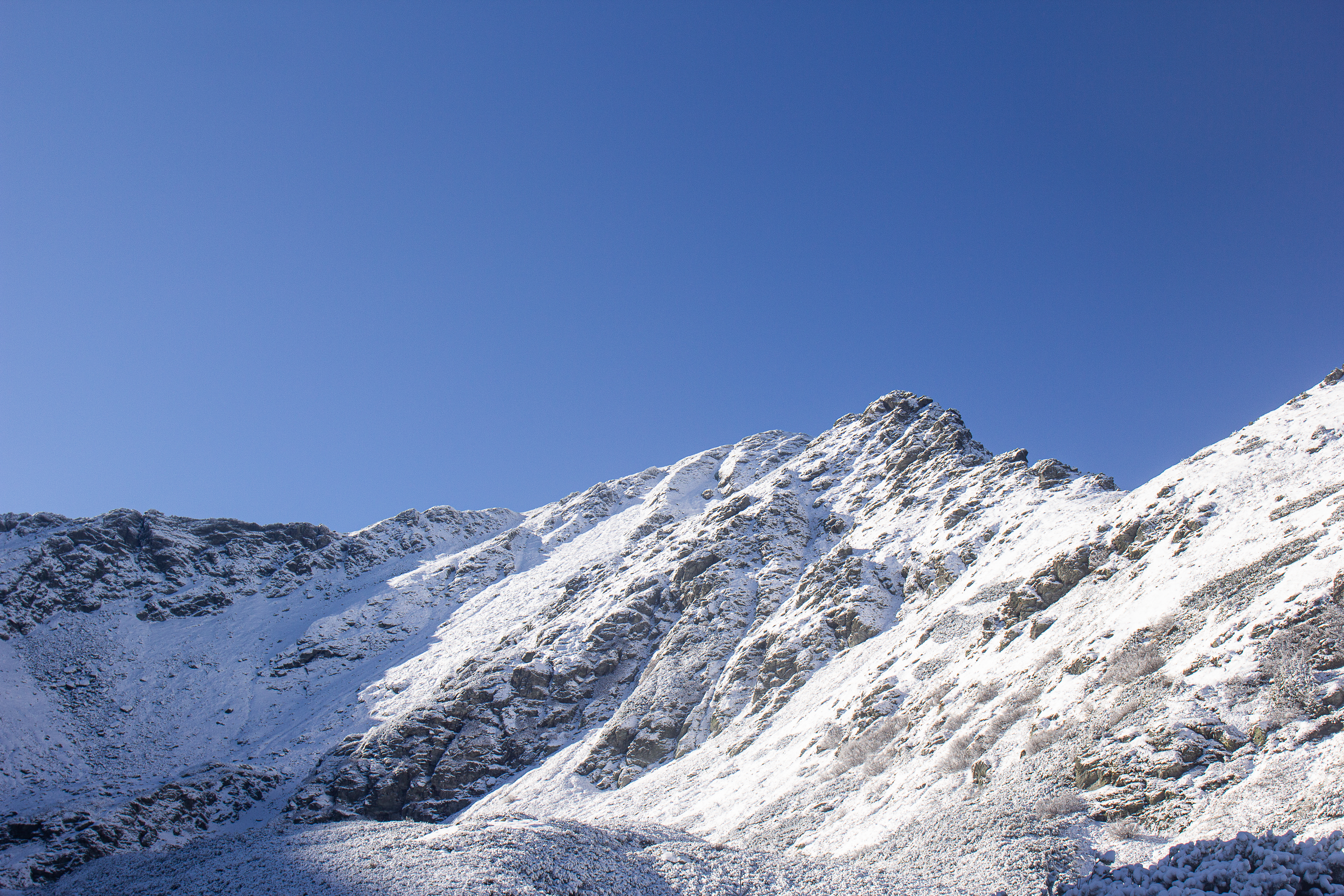
Vârful Pietrosul Rodnei în Noiembrie